# Nicola Valente
Nicola Federico Emanuele Maria Geltrude Valente (Napoli, 28 agosto 1881 – Napoli, 16 settembre 1946) è stato un compositore e editore italiano.

## Biografia
Figlio di Vincenzo Valente, ebbe nel padre il maestro di musica. La sua attività gli permise di contare moltissimi successi in pochi decenni di lavoro, come Brinneso (1922) in collaborazione con Libero Bovio. Fondò nel 1934, con Libero Bovio, Gaetano Lama e Ernesto Tagliaferri, la casa editrice La Bottega dei 4. Morì a Napoli il 16 settembre 1946.
A lui si devono i celebri brani 'A casciaforte, Simmo 'e Napule paisà, Signorinella e Passione.